# Couder (månekrater)
Couder er et nedslagskrater på Månen. Det befinder sig på Månens bagside lige bag den vestlige rand i et område, som lejlighedsvis bringes inden for synsvidde under gunstig libration. Det er opkaldt efter den franske astronom Andre Couder (1897 – 1979).
Navnet blev officielt tildelt af den Internationale Astronomiske Union (IAU) i 1985. 
Før det blev omdøbt af IAU, hed dette krater "Maunder Z".

## Omgivelser
Couderkrateret ligger på de indre forbjerge til Montes Cordillera, som er en ringformet bjergkæde, der omgiver Mare Orientale-nedslagsbassinet. Området har ikke betydende kratere. Det nærmeste er Schlüterkrateret næsten stik øst. Lidt længere syd for Couder ligger Maunderkrateret i kanten af maret. 

## Karakteristika
Dette er et skålformet krater med en skarp rand og en kraterbund, hvis diameter er halvdelen af kraterets. Krateret er lidt forlænget i retning mod nordvest, hvor væggen også er bredest. Det er et upåfaldende krater uden særlige landskabstræk.

## Måneatlas
- Billeder af Couderkrateret i LPI-måneatlasset